# Leon County (Texas)
 Der er flere lokaliteter med dette navn, se Leon County.
Leon County er et county i den amerikanske delstat Texas. Den ligger i de østlige dele af delstaten. Den grænser mod Freestone County i nord, Anderson County i nordøst, Houston County i øst, Madison County i syd, Robertson County i vest og mod Limestone County i nordvest.
Leon Countys totale areal er 2.798 km², hvoraf 22 km² er vand. I år 2000 havde amtet 15.335 indbyggere, og administrationscenteret ligger i byen Centerville.

## Byer
- Buffalo
- Centerville
- Jewett
- Leona
- Marquez
- Normangee
- Oakwood

31°18′N 96°00′V / 31.3°N 96°V